# Tercera División RFEF 2021-22 (Grupo VII)
La temporada 2021-22 del Grupo VII de la Tercera Federación de fútbol comenzó el 4 de septiembre de 2021 y finalizará el 1 de mayo de 2022. Posteriormente se disputará la promoción de ascenso entre el 8 y el 15 de mayo en su fase territorial, y el 22 de mayo en su fase nacional. Durante esta campaña es el quinto nivel del Sistema de ligas de fútbol de España para los clubes de la Comunidad de Madrid, por debajo de la Segunda Federación y por encima de la Regional Preferente de Madrid. Se trata de la primera edición bajo esta denominación después de la reestructuración de las categorías no profesionales por parte de la RFEF.
En esta primera edición participan tres equipos de la anterior temporada de Segunda División B, trece equipos procedentes de la última temporada de Tercera División, y cuatro equipos que ascienden de Regional Preferente de Madrid.

## Sistema de competición
Participan veinte clubes en un único grupo. Se enfrentan todos contra todos en dos ocasiones -una en campo propio y otra en campo contrario- durante un total de 38 jornadas. El orden de los encuentros se decide por sorteo antes de empezar la competición. La Federación de Fútbol de la Comunidad de Madrid es la responsable de designar las fechas de los partidos y los árbitros de cada encuentro, reservando al equipo local la potestad de fijar el horario exacto de cada encuentro.
Una vez finalizada la competición, el primer clasificado asciende directamente a Segunda División RFEF y se proclama campeón de Tercera RFEF.
Los clasificados entre el segundo y el quinto lugar disputan un Play Off territorial en formato de eliminatorias a partido único en sede neutral. En caso de empate el vencedor de la eliminatoria es el equipo mejor clasificado. El equipo vencedor de este Play Off se clasifica a la Promoción de ascenso a Segunda División RFEF que tiene carácter de final interterritorial.
Los últimos clasificados, por confirmar el número, descienden directamente a Preferente Madrid. Hay que tener en cuenta que existe la obligación federativa de conformar la Tercera RFEF para la temporada siguiente, la 2022-2023, en un máximo de 16 equipos; por lo que el número de descensos en esta temporada será proporcional a las necesidades de la Territorial de la Comunidad de Madrid para ajustarse a ese número de equipos.
El sistema de competición y las consecuencias clasificatorias fueron aprobadas por la RFEF.
Antes del inicio de la temporada liguera, se disputa la Copa RFFM de Tercera División, en la que participan los 8 mejores equipos, no ascendidos, de la temporada anterior. La Copa da inicio a las competiciones de la categoría.
Los 8 mejores equipos, no ascendidos, se clasifican para la Copa RFFM de Tercera División de la temporada 2022-23.

## Participantes

### Ascensos y descensos
| Pos. | Ascendidos a 2.ª División RFEF |
| ---- | ------------------------------ |
| 1.º  | C. D. Leganés "B"              |
| 2.º  | A. D. Unión Adarve             |
| 3.º  | C. D. Móstoles URJC            |

| Pos. | Descendidos de 2.ª División B |
| ---- | ----------------------------- |
| 16.º | Atlético de Madrid "B"        |
| 18.º | Las Rozas C. F.               |
| 19.º | Getafe C. F. "B"              |

| Pos.   | Ascendidos de Preferente Madrid |
| ------ | ------------------------------- |
| 1.º G1 | C. D. Galapagar                 |
| 1.º G2 | C. D. E. Ursaria                |
| 2.º G1 | C. D. F. Tres Cantos            |
| 2.º G2 | A. D. Villaviciosa de Odón      |
| 3.º G2 | C. D. C. Moscardó               |

| Pos. | Descendidos a Preferente Madrid |
| ---- | ------------------------------- |
| 15.º | F. C. Villanueva del Pardillo   |
| 17.º | Atlético de Pinto               |
| 18.º | C. D. El Álamo                  |
| 19.º | C. D. San Fernando Henares      |
| 20.º | Móstoles C. F.                  |
| 21.º | Real Aranjuez C. F.             |
| 23.º | D. A. V. Santa Ana              |

### Información sobre los equipos participantes
Se configura con tres equipos de la anterior temporada de Segunda División B, trece equipos procedentes de la última temporada de Tercera División, y cinco equipos ascendidos de Preferente Madrid.
| Equipo                         | Ciudad                 | Estadio                           | Aforo |
| ------------------------------ | ---------------------- | --------------------------------- | ----- |
| R. S. D. Alcalá                | Alcalá de Henares      | El Val                            | 7.000 |
| A. D. Alcorcón "B"             | Alcorcón               | Anexo de Santo Domingo            | 800   |
| Atlético de Madrid "B"         | Majadahonda            | Cerro del Espino                  | 3.500 |
| R. C. D. Carabanchel           | Madrid                 | La Mina                           | 2.000 |
| A. D. Complutense              | Alcalá de Henares      | El Ferial                         | 500   |
| C. F. Fuenlabrada Promesas     | Fuenlabrada            | La Aldehuela                      | 800   |
| C. D. Galapagar                | Galapagar              | El Chopo                          | 1,000 |
| Getafe C. F. "B"               | Getafe                 | Ciudad deportiva del Getafe       | 1.500 |
| E. D. Moratalaz                | Madrid                 | Nuevo La Dehesa                   | 2.500 |
| C. D. C. Moscardó              | Madrid                 | Román Valero                      | 5.000 |
| C. D. B. Paracuellos Antamira  | Paracuellos del Jarama | Campo municipal de Paracuellos    | 2.500 |
| A. D. Parla                    | Parla                  | Los Prados                        | 2.500 |
| C. F. Pozuelo de Alarcón       | Pozuelo de Alarcón     | Valle de las Cañas                | 2.000 |
| Rayo Vallecano "B"             | Madrid                 | Cd. Dep. Fundación Rayo Vallecano | 2.900 |
| Las Rozas C. F.                | Las Rozas              | Dehesa de Navalcarbón             | 3.000 |
| A. D. Torrejón C. F.           | Torrejón de Ardoz      | Las Veredillas                    | 500   |
| C. D. F. Tres Cantos           | Tres Cantos            | Jaime Mata                        | 1.200 |
| C. F. Trival Valderas          | Alcorcón               | La Canaleja                       | 2.000 |
| C. D. E. Ursaria               | Cobeña                 | Municipal La Dehesa               | 800   |
| S. A. D. Villaverde San Andrés | Madrid                 | Ciudad deportiva Boetticher       | 500   |
| A. D. Villaviciosa de Odón     | Villaviciosa de Odón   | Municipal                         | 2.000 |

### Cambios de entrenadores
| Equipo                            | Entrenador (Jornadas)      | Fecha de vacante         | Tipo de salida        | Posición en la tabla | Entrenador entrante            | Fecha de nombramiento    |
| --------------------------------- | -------------------------- | ------------------------ | --------------------- | -------------------- | ------------------------------ | ------------------------ |
| A. D. Alcorcón "B"                | Jorge Romero (1-4°)        | 23 de septiembre de 2021 | Ascenso primer equipo | 18°                  | Capdevila (Alcorcón Juvenil B) | 23 de septiembre de 2021 |
| S. A. D. Villaverde de San Andrés | Fede Bahón (1-6°)          | 6 de octubre de 2021     | Destitución           | 15°                  | Paco Senda (Sin equipo)        | 7 de octubre de 2021     |
| C. D. C. Moscardó                 | Carlos López Cuesta (1-9°) | 25 de octubre de 2021    | Destitución           | 21°                  | Carlos Cura (Sin equipo)       | 25 de octubre de 2021    |
| R. C. D. Carabanchel              | Jesús Lucas (1-14°)        | 22 de noviembre de 2021  | Destitución           | 20°                  | Alfonso Alcalde (Sin equipo)   | 23 de noviembre de 2021  |
| C. D. C. Moscardó                 | Carlos Cura (10-23°)       | 17 de enero de 2022      | Dimisión              | 21°                  | Daniel Simón (Sin equipo)      | 18 de enero de 2022      |
| A. D. Torrejón C. F.              | Alberto Martín (1-24°)     | 25 de enero de 2022      | Destitución           | 14°                  | Emilio López (C. D. El Álamo)  | 26 de enero de 2022      |

## Árbitros
1. Acevedo González, Jorge
2. Alcibar Beristaín, Jon
3. Alonso Campos, Luis
4. Álvarez Castaño, Jorge
5. Barranquero Sánchez, Eduardo
6. Bordons Romero, Ignacio
7. Bustos Pereira, Enrique
8. Cabedo Figueredo, Javier
9. Calvo Valentín, Elisabeth
10. Carrascosa Vázquez, Cristian José
11. Carte Echeverría, Asier
12. Clavería García, Álvaro
13. Conde Clemente, Kilian
14. De La Mata Martínez, Raúl
15. De Mingo Collados, Víctor
16. De Oses Bumedien, Francisco
17. Delgado Benítez, Raúl
18. Díaz Rodríguez, Luis Miguel
19. Espinosa Ríos, Alicia
20. Ferrero Melchor, Ignacio
21. García-Gil Tallante, David
22. Gay Vázquez, Diego
23. Giurca, Alin Nicolae
24. Gómez Blázquez, Miguel
25. Hidalgo Alejo, Rafael
26. Huerta Duque, Manuel
27. López Montalbán, Daniel
28. Muñoz Moreno, Jaime
29. Parra González, Víctor
30. Pérez Torres, Diego
31. Pinilla Serrano, Adrián
32. Sáenz de Buruaga Arias, Julio
33. Sánchez Jiménez, David
34. Vicente Juárez, Ángel

1. Abajo Fernández, Jorge
2. Almansa Heras, Sergio
3. Aparicio García, Andrés
4. Báez Bustillo, Javier
5. Benito Martínez, Sergio
6. Bernabéu Fernández, Alejandro
7. Blanco De La Fuente, Eduardo
8. Blanco González, Rubén
9. Blanco Martin, Javier
10. Blanco Rivera, Daniel
11. Bordons Romero, Mario
12. Britos Delgado, Luis
13. Cabado Rodríguez, Yago
14. Cabero Valle, Ignacio José
15. Calleja Sánchez, Julio Francisco
16. Campos Ventureira, Ángel
17. Cardero Arranz, Santiago
18. Cerro Santos, Adrián
19. Chacón Lara, León Alberto
20. Charle Llamas, Mateo
21. Conde Clemente, Kevin
22. Consuegra Merino, Adrián
23. Contreras Patiño, Elena
24. Cuñado Daparte, Borja
25. Del Río Valle, Miguel Ángel
26. Donato Morales, Alejandro
27. Feito Rabanal, David
28. Fernández Alcobendas, Óscar
29. Fernández Baert, Jaime
30. Fernández Barajas, Roberto
31. Fernández Lebrusan, Miguel
32. Fernández Molinero, Sergio
33. García Casado, Álvaro
34. García Gutiérrez, David
35. García Mínguez, Alonso
36. Gómez Álvarez, Ángel
37. Gómez Gómez, Patricia
38. González Guisado, Sergio
39. González López-Rey, Sandra
40. González Mendes, Soraya
41. González Seijas, Jorge
42. Herráez Collado, Víctor
43. Ibáñez Gutiérrez, Ángel
44. Juaranz Díaz, Daniel
45. Jurca, Mihai Alexandru
46. Lara Soler, Juan Manuel
47. Lázaro Vadillo, David
48. Lluesma Torroella, Óscar
49. López Cuevas, Agustín
50. López Del Precinto, David
51. Madalosso, Riccardo
52. Maldonado Llorente, Rubén
53. Mañanes Díaz, Óscar
54. Martínez Angulo, Daniel
55. Martínez Bachiller, David
56. Martínez Peralta, Christian
57. Martin-Salas Jiménez, Rubén
58. Mendoza Cembranos, Pablo
59. Morato Jiménez, Ramón
60. Moreno Avilés, Daniel
61. Moreno Moraleda, Ismael
62. Muñoz Otero, Sergio
63. Naranjo Camarero, Carlos
64. Navarro Redondo, Álvaro
65. Pedraza Zorrero, Adrián
66. Pérez Carrasco, Alejandro
67. Pérez Encinas, Iván
68. Pérez Ginés, Víctor
69. Rabadán Millo, Lander
70. Ramos García, Iván
71. Ranz Castañeda, Samuel
72. Rodríguez Giraldo, Iván
73. Rojo Tirado, Miguel Ángel
74. Romanillos García, Gonzalo
75. Romero Agudo, David
76. Royo Cid, Carlos
77. Rubio Pino, César
78. Sánchez Arribas, David
79. Sánchez López, Samuel
80. Sánchez-Seco Toledano, Rafael
81. Serrano Martín, David
82. Solera Alfonso, Adrián
83. Tallón Fernández, Adrián
84. Tobares González, Pablo
85. Torralba Castañeda, Pablo
86. Valero Barrales, Juan Carlos
87. Valle Domingo, Antonio
88. Ventura Verderico, Fernando Luciano
89. Vialcho Miranda, Miguel Ángel
90. Vicedo Penedo, Joshua
91. Zújar Martínez, Pedro David

## Clasificación
| Pos. | Equipo                             | Pts. | PJ | G  | E  | P  | GF | GC | Dif. |                                                                        |
| ---- | ---------------------------------- | ---- | -- | -- | -- | -- | -- | -- | ---- | ---------------------------------------------------------------------- |
| 1    | Atlético de Madrid "B" (A, C)      | 95   | 40 | 29 | 8  | 3  | 82 | 26 | +56  | Ascenso a Segunda Federación                                           |
| 2    | Las Rozas C. F.*                   | 75   | 40 | 22 | 9  | 9  | 68 | 33 | +35  | Acceso a Promoción de Ascenso a Segunda Federación y Copa del Rey      |
| 3    | C. F. Fuenlabrada Promesas*        | 72   | 40 | 20 | 12 | 8  | 61 | 42 | +19  | Acceso a Promoción de Ascenso a Segunda Federación                     |
| 4    | A. D. Alcorcón "B" (A)             | 69   | 40 | 19 | 12 | 9  | 63 | 39 | +24  | Acceso a Promoción a Segunda División RFEF con Ascenso a 2ª Federación |
| 5    | C. D. B. Paracuellos Antamira*     | 66   | 40 | 19 | 9  | 12 | 56 | 44 | +12  | Acceso a Promoción de Ascenso a Segunda Federación                     |
| 6    | C. D. E. Ursaria*                  | 64   | 40 | 16 | 16 | 8  | 47 | 27 | +20  |                                                                        |
| 7    | R. S. D. Alcalá*                   | 64   | 40 | 18 | 10 | 12 | 45 | 40 | +5   |                                                                        |
| 8    | Getafe C. F. "B"*                  | 61   | 40 | 17 | 10 | 13 | 56 | 46 | +10  |                                                                        |
| 9    | Rayo Vallecano "B"*                | 57   | 40 | 15 | 12 | 13 | 59 | 43 | +16  |                                                                        |
| 10   | A. D. Torrejón C. F.*              | 57   | 40 | 16 | 9  | 15 | 55 | 48 | +7   |                                                                        |
| 11   | C. F. Pozuelo de Alarcón           | 57   | 40 | 15 | 12 | 13 | 39 | 45 | −6   |                                                                        |
| 12   | C. D. Galapagar                    | 56   | 40 | 16 | 8  | 16 | 50 | 57 | −7   |                                                                        |
| 13   | C. F. Trival Valderas              | 53   | 40 | 13 | 14 | 13 | 40 | 43 | −3   |                                                                        |
| 14   | A. D. Parla (D)                    | 52   | 40 | 14 | 10 | 16 | 46 | 46 | 0    | Descenso a Preferente Madrid por arrastre                              |
| 15   | C. D. F. Tres Cantos (D)           | 47   | 40 | 13 | 8  | 19 | 41 | 52 | −11  | Descenso a Preferente Madrid                                           |
| 16   | S. A. D. Villaverde San Andrés (D) | 45   | 40 | 13 | 6  | 21 | 35 | 45 | −10  | Descenso a Preferente Madrid                                           |
| 17   | E. D. Moratalaz (D)                | 43   | 40 | 12 | 7  | 21 | 46 | 73 | −27  | Descenso a Preferente Madrid                                           |
| 18   | A. D. Villaviciosa de Odón (D)     | 38   | 40 | 10 | 8  | 22 | 47 | 73 | −26  | Descenso a Preferente Madrid                                           |
| 19   | A. D. Complutense Alcalá (D)       | 37   | 40 | 9  | 10 | 21 | 31 | 58 | −27  | Descenso a Preferente Madrid                                           |
| 20   | R. C. D. Carabanchel (D)           | 33   | 40 | 7  | 12 | 21 | 43 | 70 | −27  | Descenso a Preferente Madrid                                           |
| 21   | C. D. C. Moscardó (D)              | 17   | 40 | 5  | 2  | 33 | 20 | 79 | −59  | Descenso a Preferente Madrid                                           |

Actualizado a los partidos jugados el 8 de mayo de 2022.
 Fuente: Resultados Fútbol
(*) Clasificados para la Copa RFFM de Tercera División 2022-23.
|                                |
| Campeón Atlético de Madrid "B" |
| 1.er título                    |

### Evolución de la clasificación
| Jornada              | 1  | 2  | 3  | 4  | 5  | 6  | 7  | 8  | 9  | 10 | 11 | 12 | 13 | 14 | 15 | 16 | 17 | 18 | 19 | 20 | 21 | 22 | 23 | 24 | 25 | 26 | 27 | 28 | 29 | 30 | 31 | 32 | 33 | 34 | 35 | 36 | 37 | 38 | 39 | 40 | 41 | 42 |
| Equipo               |    |    |    |    |    |    |    |    |    |    |    |    |    |    |    |    |    |    |    |    |    |    |    |    |    |    |    |    |    |    |    |    |    |    |    |    |    |    |    |    |    |    |
| -------------------- | -- | -- | -- | -- | -- | -- | -- | -- | -- | -- | -- | -- | -- | -- | -- | -- | -- | -- | -- | -- | -- | -- | -- | -- | -- | -- | -- | -- | -- | -- | -- | -- | -- | -- | -- | -- | -- | -- | -- | -- | -- | -- |
| Atlético "B"         | 1  | 4  | 3  | 2  | 2  | 3  | 6  | 5  | 5  | 3  | 2  | 2  | 2  | 2  | 1  | 1  | 1  | 1  | 1  | 1  | 2  | 1  | 1  | 1  | 1  | 1  | 1  | 1  | 1  | 1  | 1  | 1  | 1  | 1  | 1  | 1  | 1  | 1  | 1  | 1  | 1  | 1  |
| Las Rozas            | 15 | 20 | 15 | 9  | 11 | 13 | 8  | 10 | 7  | 4  | 4  | 5  | 4  | 3  | 3  | 3  | 3  | 3  | 3  | 4  | 3  | 3  | 3  | 3  | 3  | 3  | 3  | 3  | 3  | 3  | 2  | 2  | 3  | 3  | 3  | 3  | 3  | 2  | 2  | 2  | 2  | 2  |
| Fuenlabrada Promesas | 8  | 1  | 1  | 1  | 1  | 1  | 1  | 1  | 1  | 1  | 1  | 1  | 1  | 1  | 2  | 2  | 2  | 2  | 2  | 2  | 1  | 2  | 2  | 2  | 2  | 2  | 2  | 2  | 2  | 2  | 3  | 3  | 2  | 2  | 2  | 2  | 2  | 3  | 3  | 3  | 3  | 3  |
| Alcorcón "B"         | 11 | 16 | 18 | 18 | 17 | 14 | 15 | 16 | 14 | 15 | 14 | 12 | 13 | 15 | 13 | 9  | 13 | 13 | 11 | 13 | 12 | 8  | 8  | 7  | 6  | 7  | 5  | 8  | 6  | 7  | 5  | 6  | 4  | 5  | 4  | 4  | 4  | 4  | 4  | 4  | 4  | 4  |
| Paracuellos          | 12 | 10 | 5  | 4  | 5  | 9  | 14 | 8  | 10 | 13 | 15 | 14 | 14 | 16 | 18 | 18 | 19 | 18 | 18 | 16 | 16 | 17 | 17 | 16 | 14 | 13 | 13 | 13 | 13 | 13 | 12 | 13 | 12 | 10 | 9  | 5  | 5  | 6  | 5  | 7  | 5  | 5  |
| Ursaria              | 4  | 5  | 9  | 12 | 16 | 11 | 12 | 11 | 12 | 12 | 12 | 9  | 11 | 9  | 10 | 11 | 6  | 7  | 6  | 7  | 6  | 5  | 5  | 5  | 7  | 4  | 4  | 4  | 4  | 5  | 6  | 8  | 9  | 11 | 10 | 10 | 6  | 8  | 8  | 8  | 6  | 6  |
| Alcalá               | 3  | 8  | 13 | 15 | 8  | 6  | 5  | 3  | 3  | 5  | 5  | 6  | 7  | 8  | 8  | 4  | 8  | 5  | 5  | 5  | 5  | 4  | 4  | 4  | 4  | 5  | 6  | 5  | 5  | 4  | 4  | 4  | 5  | 4  | 5  | 6  | 8  | 5  | 7  | 6  | 8  | 7  |
| Getafe "B"           | 10 | 6  | 10 | 7  | 10 | 12 | 13 | 14 | 9  | 11 | 11 | 13 | 10 | 11 | 9  | 8  | 5  | 4  | 4  | 3  | 4  | 6  | 7  | 8  | 9  | 10 | 10 | 11 | 12 | 10 | 11 | 11 | 7  | 8  | 7  | 7  | 7  | 7  | 6  | 5  | 7  | 8  |
| Rayo "B"             | 2  | 7  | 8  | 11 | 7  | 10 | 11 | 13 | 15 | 10 | 9  | 10 | 12 | 14 | 12 | 13 | 14 | 15 | 14 | 12 | 14 | 13 | 13 | 11 | 10 | 9  | 9  | 7  | 8  | 6  | 7  | 5  | 6  | 7  | 11 | 11 | 11 | 11 | 11 | 9  | 12 | 9  |
| Torrejón             | 9  | 3  | 2  | 3  | 4  | 4  | 3  | 2  | 2  | 2  | 3  | 3  | 3  | 4  | 4  | 5  | 4  | 6  | 7  | 6  | 7  | 9  | 11 | 13 | 11 | 11 | 11 | 10 | 11 | 11 | 10 | 10 | 11 | 9  | 6  | 8  | 10 | 12 | 12 | 13 | 10 | 10 |
| Pozuelo de Alarcón   | 5  | 9  | 4  | 6  | 3  | 2  | 2  | 6  | 4  | 6  | 6  | 7  | 6  | 5  | 5  | 7  | 11 | 10 | 10 | 8  | 11 | 7  | 6  | 6  | 5  | 6  | 7  | 9  | 9  | 8  | 9  | 7  | 8  | 6  | 8  | 9  | 9  | 10 | 9  | 10 | 9  | 11 |
| Galapagar            | 7  | 12 | 17 | 19 | 14 | 16 | 17 | 18 | 16 | 17 | 17 | 16 | 16 | 13 | 15 | 14 | 12 | 12 | 13 | 9  | 8  | 10 | 9  | 9  | 8  | 8  | 8  | 6  | 7  | 9  | 8  | 9  | 10 | 12 | 12 | 12 | 12 | 9  | 10 | 11 | 11 | 12 |
| Trival Valderas      | 6  | 2  | 6  | 8  | 9  | 5  | 4  | 4  | 6  | 7  | 7  | 4  | 5  | 6  | 6  | 6  | 9  | 9  | 9  | 11 | 10 | 12 | 10 | 10 | 12 | 12 | 12 | 12 | 10 | 12 | 13 | 12 | 13 | 13 | 13 | 13 | 13 | 13 | 13 | 12 | 13 | 13 |
| Parla                | 21 | 13 | 11 | 5  | 6  | 8  | 10 | 12 | 13 | 14 | 10 | 11 | 9  | 7  | 7  | 10 | 7  | 8  | 12 | 14 | 13 | 14 | 14 | 15 | 16 | 16 | 16 | 14 | 14 | 15 | 14 | 14 | 14 | 14 | 14 | 14 | 14 | 14 | 14 | 14 | 14 | 14 |
| Tres Cantos          | 14 | 17 | 12 | 13 | 15 | 17 | 18 | 19 | 20 | 21 | 20 | 21 | 19 | 19 | 19 | 19 | 17 | 16 | 16 | 17 | 17 | 16 | 16 | 17 | 17 | 17 | 17 | 17 | 17 | 17 | 17 | 17 | 16 | 16 | 16 | 16 | 17 | 17 | 16 | 16 | 15 | 15 |
| Villaverde           | 18 | 14 | 7  | 10 | 13 | 15 | 9  | 7  | 8  | 9  | 13 | 15 | 15 | 12 | 14 | 15 | 15 | 14 | 15 | 15 | 15 | 15 | 15 | 12 | 13 | 15 | 15 | 16 | 16 | 16 | 16 | 16 | 15 | 15 | 15 | 15 | 16 | 15 | 15 | 15 | 16 | 16 |
| Moratalaz            | 20 | 15 | 16 | 16 | 12 | 7  | 7  | 9  | 11 | 8  | 8  | 8  | 8  | 10 | 11 | 12 | 10 | 11 | 8  | 10 | 9  | 11 | 12 | 14 | 15 | 14 | 14 | 15 | 15 | 14 | 15 | 15 | 17 | 17 | 17 | 17 | 15 | 16 | 17 | 17 | 17 | 17 |
| Villaviciosa de Odón | 17 | 19 | 19 | 14 | 18 | 18 | 19 | 15 | 17 | 16 | 16 | 17 | 17 | 18 | 16 | 16 | 18 | 17 | 17 | 18 | 18 | 19 | 19 | 19 | 18 | 18 | 19 | 19 | 19 | 19 | 18 | 19 | 18 | 19 | 19 | 19 | 19 | 19 | 19 | 18 | 18 | 18 |
| Complutense          | 16 | 11 | 14 | 17 | 20 | 19 | 16 | 17 | 19 | 18 | 19 | 18 | 18 | 17 | 17 | 17 | 16 | 19 | 19 | 19 | 19 | 18 | 18 | 18 | 19 | 19 | 18 | 18 | 18 | 18 | 19 | 18 | 19 | 18 | 18 | 18 | 18 | 18 | 18 | 19 | 19 | 19 |
| Carabanchel          | 13 | 18 | 20 | 20 | 21 | 21 | 21 | 20 | 18 | 19 | 18 | 20 | 20 | 20 | 20 | 20 | 20 | 20 | 20 | 20 | 20 | 20 | 20 | 20 | 20 | 20 | 20 | 20 | 20 | 20 | 20 | 20 | 20 | 20 | 20 | 20 | 20 | 20 | 20 | 20 | 20 | 20 |
| Moscardó             | 19 | 21 | 21 | 21 | 19 | 20 | 20 | 21 | 21 | 20 | 21 | 19 | 21 | 21 | 21 | 21 | 21 | 21 | 21 | 21 | 21 | 21 | 21 | 21 | 21 | 21 | 21 | 21 | 21 | 21 | 21 | 21 | 21 | 21 | 21 | 21 | 21 | 21 | 21 | 21 | 21 | 21 |

(*) Posición provisional/partido pendiente.

## Resultados

### Tabla de resultados cruzados
| Local \ Visitante              | ALA | ALO | ATL | CAR | COM | FUE | GAL | GET | LRO | MOR | MOS | PAC | PRL | POZ | RAY | TOR | TRE | TRI | URS | VVE | VVI |
| ------------------------------ | --- | --- | --- | --- | --- | --- | --- | --- | --- | --- | --- | --- | --- | --- | --- | --- | --- | --- | --- | --- | --- |
| R. S. D. Alcalá                | —   | 2–2 | 1–0 | 1–1 | 1–0 | 0–4 | 1–1 | 2–2 | 0–1 | 3–0 | 4–0 | 0–1 | 1–0 | 0–0 | 1–0 | 2–0 | 1–0 | 1–0 | 2–1 | 2–0 | 3–2 |
| A. D. Alcorcón "B"             | 0–0 | —   | 0–1 | 2–0 | 2–1 | 3–1 | 0–2 | 1–1 | 0–0 | 6–1 | 4–1 | 1–1 | 1–1 | 3–1 | 2–0 | 2–1 | 2–0 | 2–2 | 3–0 | 2–1 | 3–1 |
| Atlético de Madrid "B"         | 1–1 | 2–0 | —   | 2–2 | 1–0 | 3–1 | 3–1 | 2–3 | 2–1 | 1–1 | 6–0 | 2–0 | 4–0 | 2–0 | 3–1 | 1–0 | 5–1 | 2–1 | 0–0 | 1–0 | 7–1 |
| R. C. D. Carabanchel           | 0–1 | 0–3 | 0–0 | —   | 1–1 | 3–2 | 0–2 | 1–2 | 0–1 | 0–1 | 0–1 | 1–0 | 1–0 | 0–0 | 0–0 | 1–1 | 3–1 | 1–2 | 0–3 | 0–2 | 2–2 |
| A. D. Complutense Alcalá       | 2–1 | 0–0 | 0–4 | 1–1 | —   | 1–0 | 1–0 | 2–2 | 0–4 | 2–0 | 1–0 | 0–1 | 2–1 | 1–2 | 2–3 | 2–1 | 2–0 | 1–1 | 2–2 | 0–3 | 1–1 |
| C. F. Fuenlabrada Promesas     | 1–1 | 3–0 | 2–0 | 2–5 | 1–0 | —   | 0–0 | 1–0 | 1–4 | 2–1 | 1–0 | 2–1 | 3–2 | 2–2 | 1–1 | 2–2 | 1–1 | 3–1 | 2–0 | 0–0 | 1–1 |
| C. D. Galapagar                | 0–0 | 0–0 | 1–5 | 2–0 | 4–0 | 0–3 | —   | 1–0 | 0–0 | 3–2 | 2–1 | 0–3 | 4–0 | 1–1 | 1–3 | 2–1 | 2–1 | 3–0 | 2–1 | 1–3 | 2–0 |
| Getafe C. F. "B"               | 1–0 | 0–1 | 2–3 | 3–0 | 4–1 | 0–2 | 2–0 | —   | 0–2 | 1–0 | 2–1 | 1–1 | 3–2 | 3–0 | 2–0 | 3–1 | 3–2 | 0–1 | 0–0 | 4–0 | 1–1 |
| Las Rozas C. F.                | 5–4 | 5–2 | 1–2 | 6–2 | 3–0 | 1–2 | 1–0 | 4–0 | —   | 3–0 | 1–0 | 0–2 | 3–0 | 1–1 | 2–0 | 1–0 | 1–1 | 1–1 | 2–1 | 1–1 | 3–0 |
| E. D. Moratalaz                | 1–3 | 2–1 | 0–2 | 2–1 | 1–0 | 0–1 | 3–2 | 2–1 | 0–0 | —   | 1–0 | 0–2 | 1–2 | 1–0 | 3–3 | 1–6 | 1–3 | 2–2 | 0–0 | 1–2 | 3–4 |
| C. D. C. Moscardó              | 0–1 | 1–4 | 0–1 | 0–3 | 1–2 | 1–1 | 1–2 | 0–4 | 1–2 | 2–1 | —   | 1–3 | 0–2 | 0–2 | 0–2 | 0–1 | 0–1 | 0–0 | 0–3 | 0–1 | 4–1 |
| C. D. B. Paracuellos           | 1–2 | 2–1 | 0–1 | 3–3 | 1–0 | 3–3 | 1–2 | 1–1 | 0–0 | 1–0 | 1–2 | —   | 2–0 | 2–2 | 1–0 | 1–1 | 1–0 | 2–1 | 1–1 | 3–1 | 4–1 |
| A. D. Parla                    | 2–0 | 0–1 | 0–2 | 2–1 | 1–1 | 1–0 | 6–0 | 1–1 | 3–1 | 0–1 | 3–0 | 0–2 | —   | 1–0 | 0–2 | 0–1 | 1–0 | 2–0 | 1–1 | 2–0 | 4–3 |
| C. F. Pozuelo de Alarcón       | 2–1 | 0–0 | 0–1 | 0–1 | 1–0 | 0–3 | 2–1 | 0–0 | 2–0 | 3–2 | 3–0 | 1–0 | 0–0 | —   | 0–2 | 1–4 | 2–1 | 0–2 | 1–1 | 2–1 | 3–1 |
| Rayo Vallecano "B"             | 3–0 | 1–1 | 1–2 | 6–2 | 1–0 | 0–2 | 0–0 | 1–1 | 0–1 | 4–1 | 4–0 | 2–3 | 1–1 | 1–1 | —   | 5–1 | 1–1 | 1–0 | 1–1 | 4–1 | 0–0 |
| A. D. Torrejón C. F.           | 3–0 | 0–1 | 0–1 | 1–1 | 1–0 | 2–0 | 1–1 | 4–1 | 1–0 | 2–1 | 2–0 | 4–1 | 2–2 | 0–1 | 2–1 | —   | 0–1 | 1–1 | 1–0 | 1–0 | 3–3 |
| C. D. F. Tres Cantos           | 1–0 | 1–4 | 2–4 | 3–2 | 1–0 | 0–0 | 1–0 | 3–0 | 2–0 | 1–1 | 2–0 | 3–0 | 0–0 | 2–0 | 0–0 | 1–2 | —   | 0–1 | 0–0 | 3–2 | 0–3 |
| C. F. Trival Valderas          | 0–0 | 2–1 | 1–1 | 3–3 | 1–1 | 0–1 | 3–2 | 1–0 | 0–1 | 1–3 | 1–0 | 1–2 | 0–0 | 0–0 | 3–1 | 3–0 | 1–0 | —   | 2–1 | 0–0 | 0–2 |
| C. D. E. Ursaria               | 2–0 | 1–1 | 0–0 | 2–0 | 3–0 | 1–1 | 4–0 | 1–0 | 2–1 | 1–1 | 3–1 | 1–0 | 0–0 | 3–0 | 1–0 | 0–0 | 2–1 | 0–0 | —   | 0–1 | 1–0 |
| S. A. D. Villaverde San Andrés | 0–1 | 0–1 | 0–1 | 1–0 | 0–0 | 0–1 | 1–2 | 0–1 | 2–2 | 1–2 | 1–0 | 1–0 | 1–0 | 0–1 | 0–1 | 2–0 | 3–0 | 1–0 | 0–1 | —   | 1–3 |
| A. D. Villaviciosa de Odón     | 0–1 | 1–0 | 1–1 | 3–1 | 2–1 | 1–2 | 2–1 | 0–1 | 0–2 | 1–2 | 0–1 | 1–2 | 0–3 | 1–2 | 0–2 | 2–1 | 1–0 | 0–1 | 0–2 | 1–1 | —   |

## Playoff de ascenso a Segunda División RFEF
En caso de empate a la conclusión de los 90 minutos, de conformidad con la disposición quinta de las presentes bases de competición, se disputará una prórroga de dos partes de 15 minutos cada una y, si prosiguiese el empate al término de la misma, se proclamará vencedor al equipo que hubiese obtenido mejor posición en la fase regular.
Se ha conocido la instalación que acogerá el play off entre los clasificados del 2.º al 5.º puesto para dilucidar la plaza madrileña para optar a una de las nueve plazas de ascenso a Segunda RFEF que restan por cubrir.

### Equipos clasificados
| Pos. | Grupo VII                     |
| ---- | ----------------------------- |
| 2.°  | Las Rozas C. F.               |
| 3.°  | C. F. Fuenlabrada Promesas    |
| 4.°  | A. D. Alcorcón "B"            |
| 5.°  | C. D. B. Paracuellos Antamira |

|  | Semifinales       | Semifinales                           | Semifinales       |                            |     | Final                         | Final              | Final              |  |
|  | 8 de mayo de 2022 | 8 de mayo de 2022                     | 8 de mayo de 2022 |                            |     | 15 de mayo de 2022            | 15 de mayo de 2022 | 15 de mayo de 2022 |  |
|  |                   |                                       |                   |                            |     |                               |                    |                    |  |
|  |                   |                                       |                   |                            |     |                               |                    |                    |  |
|  | 2.º               | Las Rozas C. F.                       | 1                 |                            |     |                               |                    |                    |  |
|  | 2.º               | Las Rozas C. F.                       | 1                 |                            |     |                               |                    |                    |  |
|  | 5.º               | C. D. B. Paracuellos Antamira (t. s.) | 3                 |                            |     |                               |                    |                    |  |
|  | 5.º               | C. D. B. Paracuellos Antamira (t. s.) | 3                 |                            | 5.º | C. D. B. Paracuellos Antamira | 0                  |                    |  |
|  |                   |                                       |                   |                            | 5.º | C. D. B. Paracuellos Antamira | 0                  |                    |  |
|  |                   |                                       | 4.º               | A. D. Alcorcón "B" (t. s.) | 1   |                               |                    |                    |  |
|  | 3                 | C. F. Fuenlabrada Promesas            | 4.º               | A. D. Alcorcón "B" (t. s.) | 1   | 2                             |                    |                    |  |
|  | 3                 | C. F. Fuenlabrada Promesas            |                   |                            |     | 2                             |                    |                    |  |
|  | 4.º               | A. D. Alcorcón "B"                    | 3                 |                            |     |                               |                    |                    |  |
|  | 4.º               | A. D. Alcorcón "B"                    | 3                 |                            |     |                               |                    |                    |  |
|  |                   |                                       |                   |                            |     |                               |                    |                    |  |

### Semifinales

#### Las Rozas C. F.vs.C. D. B. Paracuellos Antamira
| Playoff autonómico; 8 de mayo de 2022, 12:00 CEST                                                          | Las Rozas C. F. | 1:3 (0:0, 0:0) (t. s.) | C. D. B. Paracuellos Antamira               | Pvo. Dehesa de Navalcarbón, Las Rozas                                                                                 | |
| | Raúl Díez 119'  | Reporte                | 110' Juan Losada · 117', 120' Solomon Gyesi | Asistencia: X.XXX espectadores Árbitro(s): Bordons Romero, I Asistente 1: Bordons Romero, M Asistente 2: Jurca, Mihai | Asistencia: X.XXX espectadores Árbitro(s): Bordons Romero, I Asistente 1: Bordons Romero, M Asistente 2: Jurca, Mihai |
| Se clasifica el C. D. B. Paracuellos Antamira con un resultado final de 1:3, después de jugar la prórroga. |                 |                        |                                             | | |

| Pasa a la final C. D. B. Paracuellos Antamira |
| --------------------------------------------- |

#### C. F. Fuenlabrada Promesasvs.A. D. Alcorcón "B"
| Playoff autonómico; 8 de mayo de 2022, 18:00 CEST | C. F. Fuenlabrada Promesas     | 2:3 (2:2) | A. D. Alcorcón "B"                  | Pvo. Dehesa de Navalcarbón, Las Rozas                                               |                                                                                     |
|                                                   | José Elo 3' · Jacques Dago 11' | Reporte   | 5' Luis Molina · 23'69' César Gómez | Árbitro(s): López Montalban Asistente 1: Gómez Álvarez Asistente 2: González Mendes | Árbitro(s): López Montalban Asistente 1: Gómez Álvarez Asistente 2: González Mendes |

| Pasa a la final A. D. Alcorcón "B" |
| ---------------------------------- |

### Final

#### C. D. B. Paracuellos Antamiravs.A. D. Alcorcón "B"
| Playoff autonómico; 15 de mayo de 2022, 12:00 CEST                                                                 | C. D. B. Paracuellos Antamira | 0:1 (0:0, 0:0) (t. s.) | A. D. Alcorcón "B"  | Pvo. Dehesa de Navalcarbón, Las Rozas                                                                                                 | |
| |                               | Reporte                | 120+1' Yago Paredes | Asistencia: 500 espectadores Árbitro(s): Acevedo González, J. Asistente 1: Pedraza Zorrero, A. Asistente 2: Chacón Lara, León Alberto | Asistencia: 500 espectadores Árbitro(s): Acevedo González, J. Asistente 1: Pedraza Zorrero, A. Asistente 2: Chacón Lara, León Alberto |
| Se clasifica a la fase nacional la A. D. Alcorcón "B" con un resultado final de 0:1, después de jugar la prórroga. |                               |                        |                     | | |

| Accede a la segunda fase de ascenso a Segunda División RFEF A. D. Alcorcón "B" |

## Clasificado a laCopa del Rey 2022-23
| Bandera de la Comunidad de Madrid |
| Las Rozas C. F.                   |
| 2.º Grupo                         |

Nota: Hay posibilidad de que el subcampeón u otro clasificado posterior se clasifique a la Copa del Rey siempre que no sea un equipo filial.

## Estadísticas

### Máximos goleadores
| Pos. | Jugador           | Equipo                                 | Goles | Part. | Pen. | Prom. | Min.  | M/G  |
| ---- | ----------------- | -------------------------------------- | ----- | ----- | ---- | ----- | ----- | ---- |
| 1º   | Giuliano Simeone  | Atlético de Madrid "B"                 | 25    | 36    | 5    | 0.69  | 2801' | 112' |
| 2.º  | Héctor Gutiérrez  | C. D. Galapagar                        | 21    | 38    | 2    | 0.55  | 3061' | 146' |
| 3.º  | Javier Carbonell  | Las Rozas C. F.                        | 20    | 37    | 0    | 0.54  | 2843' | 142' |
| 4.º  | Adrián Pérez      | C. D. F. Tres Cantos                   | 15    | 35    | 1    | 0.43  | 2925' | 195' |
| 5.º  | César Gómez       | A. D. Alcorcón "B"                     | 14    | 36    | 0    | 0.39  | 2091' | 149' |
| =    | Fernando Domenech | A. D. Torrejón C. F.                   | 14    | 40    | 1    | 0.35  | 2991' | 214' |
| 7.º  | Izan              | R. S. D. Alcalá                        | 13    | 32    | 0    | 0.41  | 2199' | 169' |
| =    | David Flores      | Las Rozas C. F.                        | 13    | 39    | 0    | 0.33  | 1933' | 149' |
| 9.º  | Álex Fernández    | R. S. D. Alcalá / A. D. Torrejón C. F. | 12    | 29    | 0    | 0.41  | 1632' | 136' |
| =    | Carlos Martín     | Atlético de Madrid "B"                 | 12    | 29    | 0    | 0.41  | 1995' | 166' |
| =    | Santiago Miguelez | Atlético de Madrid "B"                 | 12    | 35    | 3    | 0.34  | 1347' | 112' |
| =    | Pedro Sosa        | A. D. Villaviciosa de Odón             | 12    | 36    | 4    | 0.33  | 2511' | 209' |

### Mejor portero
| Pos. | Jugador               | Equipo                        | G.E. | Part. | Coc.  |
| ---- | --------------------- | ----------------------------- | ---- | ----- | ----- |
| 1    | Antonio Gomis         | Atlético de Madrid "B"        | 15   | 28    | 0.536 |
| 2    | Carlos Morales        | C. D. E. Ursaria              | 27   | 40    | 0.675 |
| 3    | Jagoba Zárraga        | A. D. Alcorcón "B"            | 16   | 21    | 0.762 |
| 4    | Alejandro Quesada     | Las Rozas C. F.               | 27   | 35    | 0.771 |
| 5    | Aarón Alarcón         | R. S. D. Alcalá               | 25   | 27    | 0.926 |
| 6    | Fernando Mata         | Trival Valderas               | 23   | 23    | 1     |
| 7    | Carlos Pantoja        | Rayo Vallecano "B"            | 20   | 20    | 1     |
| 8    | Andrés Muñoz "Sito"   | A. D. Parla                   | 40   | 37    | 1.081 |
| 9    | Diego Moreno          | C. D. B. Paracuellos Antamira | 44   | 40    | 1.1   |
| 10   | Antonio Celada "Ñete" | Fuenlabrada Promesas          | 22   | 20    | 1.1   |
| 11   | Viktor Nikolov        | Getafe C. F. "B"              | 31   | 27    | 1.148 |
| 12   | Christian Flores      | C. F. Pozuelo de Alarcón      | 37   | 31    | 1.194 |
| 13   | Carlos Paredes        | C. D. F. Tres Cantos          | 47   | 38    | 1.237 |
| 14   | Enrique Reguero       | A. D. Torrejón C. F.          | 28   | 22    | 1.273 |
| 15   | Gonzalo Sanz          | C. D. Galapagar               | 51   | 37    | 1.378 |

### Récords
- Primer gol de la temporada: Anotado por José Luis Pérez, para el Rayo Vallecano "B"
Rayo Vallecano "B" vs. Villaverde San Andrés (4 de septiembre de 2021)
- Último gol de la temporada: Anotado por Yago Paredes, para el A. D. Alcorcón "B"
A. D. Alcorcón "B" vs. C. D. B. Paracuellos Antamira (15 de mayo de 2022)

- Mayor número de goles marcados en un partido: 9 goles 
Las Rozas C. F. 5 – 4 R. S. D. Alcalá (27 de febrero de 2022)
- Mayor victoria local:
A. D. Parla 6 – 0 C. D. Galapagar (19 de septiembre de 2021)
Atlético de Madrid "B" 7 – 1 A. D. Villaviciosa Odón (5 de febrero de 2022)
Atlético de Madrid "B" 6 – 0 C. D. C. Moscardó (20 de marzo de 2022).
- Mayor victoria visitante:
E. D. Moratalaz 1 – 6 A. D. Torrejón C. F. (24 de abril de 2022).

### Rachas
- Mayor racha invicta: 18 partidos
Atlético de Madrid "B"
- Mayor racha de victorias: 8 partidos
Atlético de Madrid "B"
- Mayor racha de partidos sin ganar: 16 partidos
C. D. C. Moscardó
- Mayor racha de derrotas: 16 partidos
C. D. C. Moscardó

### Disciplina
- Equipo con más tarjetas amarillas:  (150) C. D. F. Tres Cantos
- Jugador con más tarjetas amarillas: (17) Daniel Momprevil (C. F. Pozuelo de Alarcón)
- Equipo con más tarjetas rojas: (11) C. D. F. Tres Cantos
- Jugador con más tarjetas rojas: (2) 7 jugadores

## Copa RFFM de Tercera División
La Copa RFFM de Tercera División correspondiente a la cuarta edición, se considera a todos los efectos una competición oficial por lo que todos los participantes deberán tener su correspondiente licencia en vigor y se nombrará, a tal efecto, un Juez Único de Competición que aplicará el Código Disciplinario de la RFFM.
Los arbitrajes de todos los partidos correrán, íntegramente, a cargo de la Real Federación de Fútbol de Madrid.
El club del equipo campeón del Torneo recibirá un premio en metálico de 3.000 y trofeo, mientras que el club subcampeón recibirá un premio en metálico de 1.500 más trofeo.
Para los ocho equipos participantes es una excelente oportunidad, además, para hacer una pretemporada más competitiva en el objeto de adecuar la preparación física y perfilar sus sistemas de juego.

### Fase de grupos

#### Grupo A
| Pos. | Equipo               | Pts. | PJ | G | E | P | GF | GC | Dif. |                                                   |
| ---- | -------------------- | ---- | -- | - | - | - | -- | -- | ---- | ------------------------------------------------- |
| 1    | A. D. Torrejón C. F. | 7    | 3  | 2 | 1 | 0 | 8  | 5  | +3   | Clasificado a la final de la Copa RFFM de Tercera |
| 2    | Real Carabanchel     | 5    | 3  | 1 | 2 | 0 | 3  | 2  | +1   |                                                   |
| 3    | C. F. Pozuelo        | 4    | 3  | 1 | 1 | 1 | 4  | 5  | −1   |                                                   |
| 4    | A. D. Parla          | 0    | 3  | 0 | 0 | 3 | 2  | 5  | −3   |                                                   |

Actualizado a los partidos jugados el 29 de agosto de 2021.
 Fuente: rffm.es

#### Grupo B
| Pos. | Equipo               | Pts. | PJ | G | E | P | GF | GC | Dif. |                                                   |
| ---- | -------------------- | ---- | -- | - | - | - | -- | -- | ---- | ------------------------------------------------- |
| 1    | Fuenlabrada Promesas | 7    | 3  | 2 | 1 | 0 | 7  | 3  | +4   | Clasificado a la final de la Copa RFFM de Tercera |
| 2    | A. D. Alcorcón "B"   | 5    | 3  | 1 | 2 | 0 | 7  | 4  | +3   |                                                   |
| 3    | E. D. Moratalaz      | 3    | 3  | 1 | 0 | 2 | 4  | 7  | −3   |                                                   |
| 4    | Rayo Vallecano "B"   | 1    | 3  | 0 | 1 | 2 | 6  | 10 | −4   |                                                   |

Actualizado a los partidos jugados el 29 de agosto de 2021.
 Fuente: rffm.es

### Final
| 29 de agosto de 2021 | A. D. Torrejón C. F.                               | 1:1 (1:1, 1:1) (4:5 p.)    | Fuenlabrada Promesas                            | Campo de Valdebernardo, Madrid                                                                        | |
| 10:00                | Fernando Domenech 42'                              | Reporte                    | 44' Miguel Alejandro Valverde                   | Asistencia: 600 espectadores Árbitro(s): Luis Alonso Campos Javier Blanco Martín Agustín López Cuevas | Asistencia: 600 espectadores Árbitro(s): Luis Alonso Campos Javier Blanco Martín Agustín López Cuevas |
|                      |                                                    | Tiros desde el punto penal |                                                 | | |
|                      | Gonzalo · Heras Lupi · Domenech · Cuevas · Benítez |                            | Amigo · ¿? · Marcos de Loma · Carosini · Jordan | | |

| Campeón Fuenlabrada Promesas 1.° título |